# 基爾庫克
基爾庫克（阿拉伯語：كركوك，英語：Kirkuk）是伊拉克基爾庫克省的省府所在地。基爾庫克附近石油儲量豐富，是伊拉克北部的中心城市。基爾庫克的大部分居民是庫德族人。
2017年10月16日，伊拉克中央政府從庫爾德族人部隊佩什梅格手中強制接管該城。

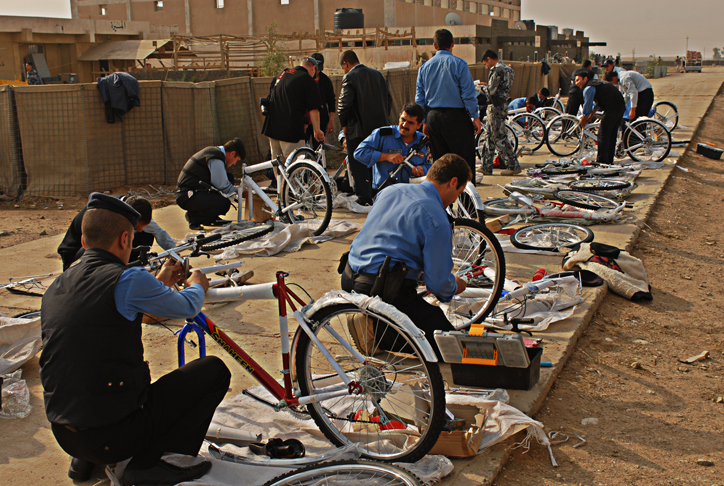
警備隊的腳踏車站
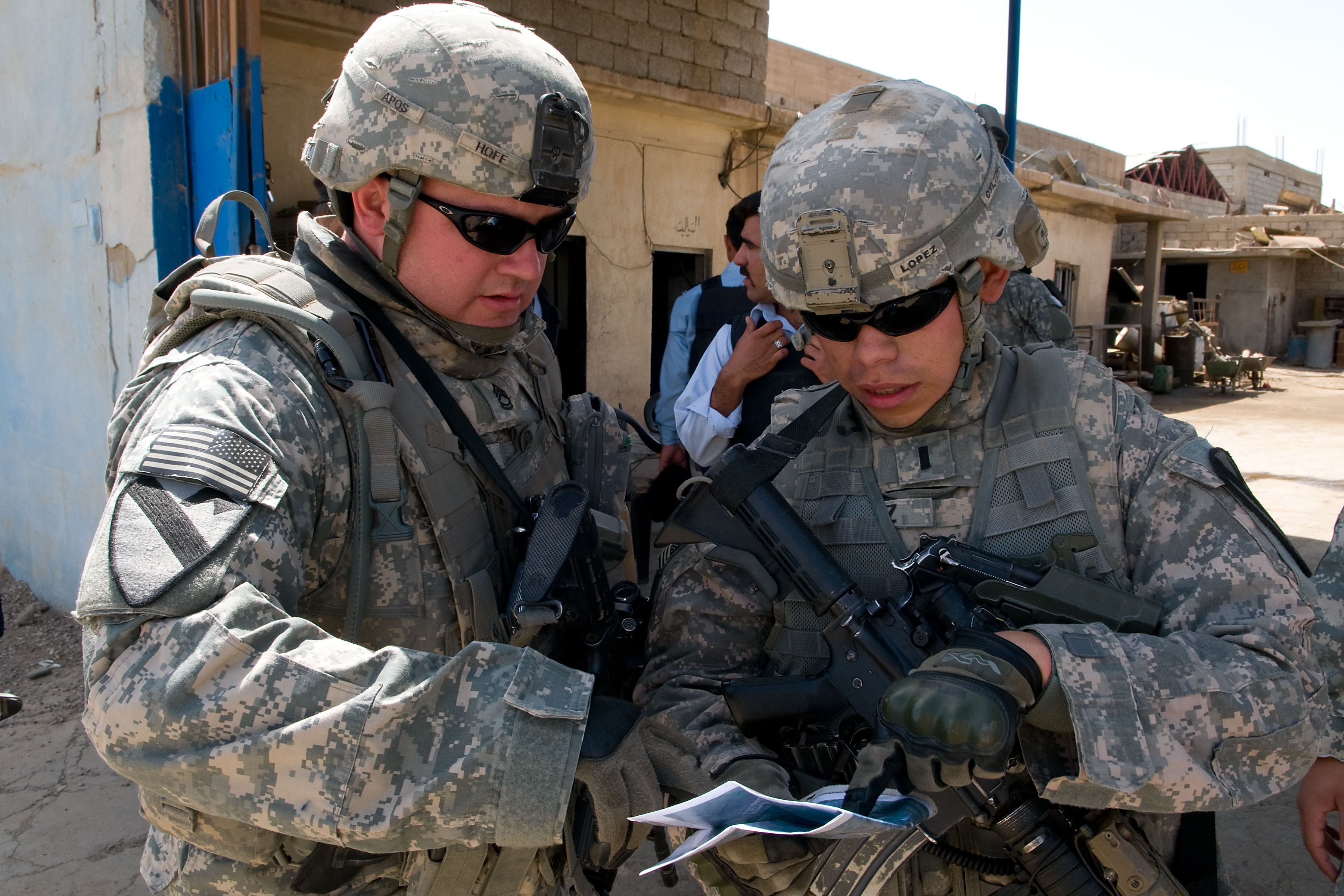
2010年的美軍巡邏隊
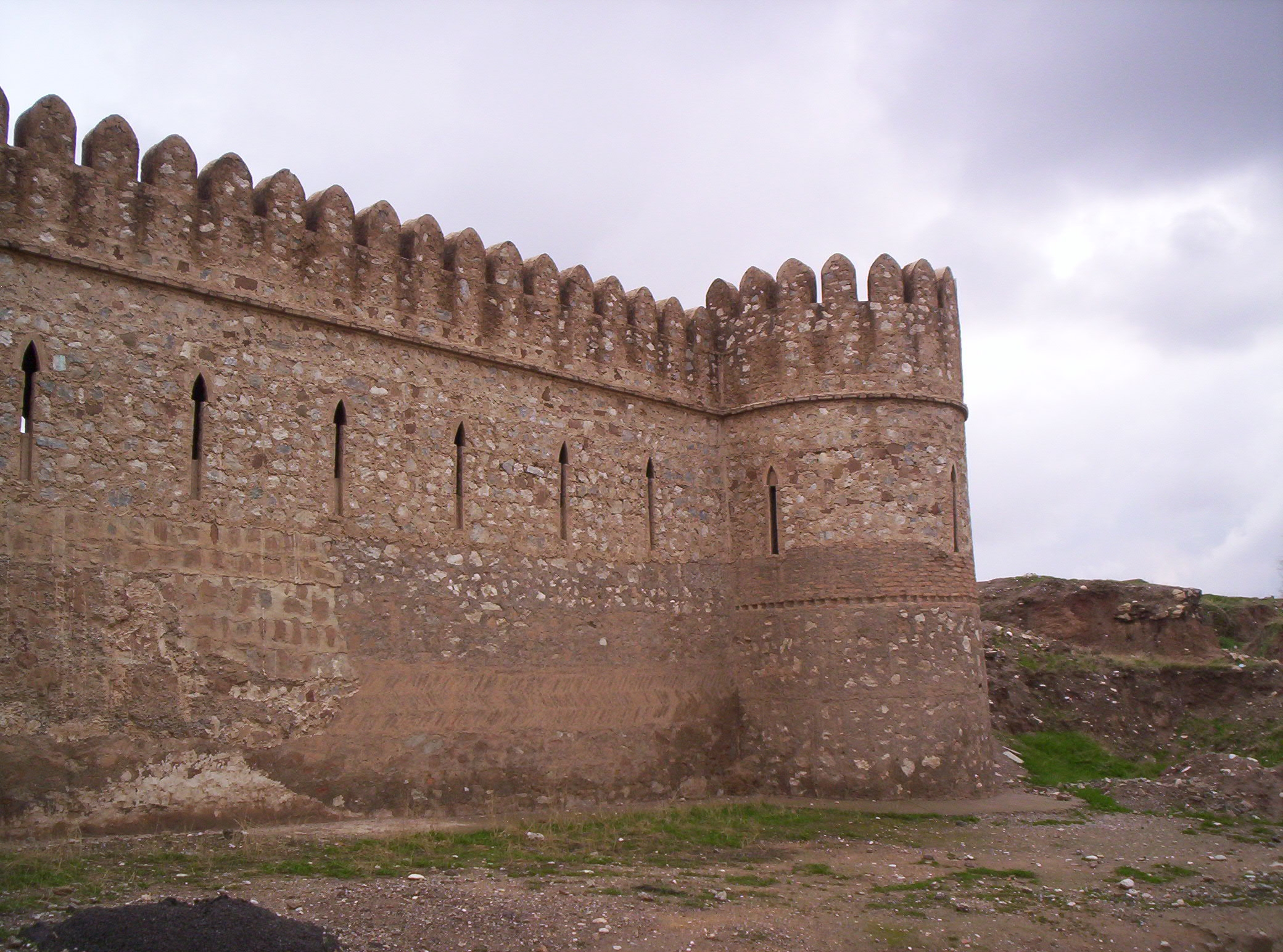
古城區
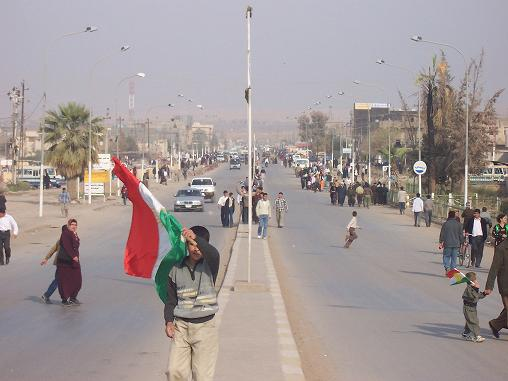
基爾庫克街頭
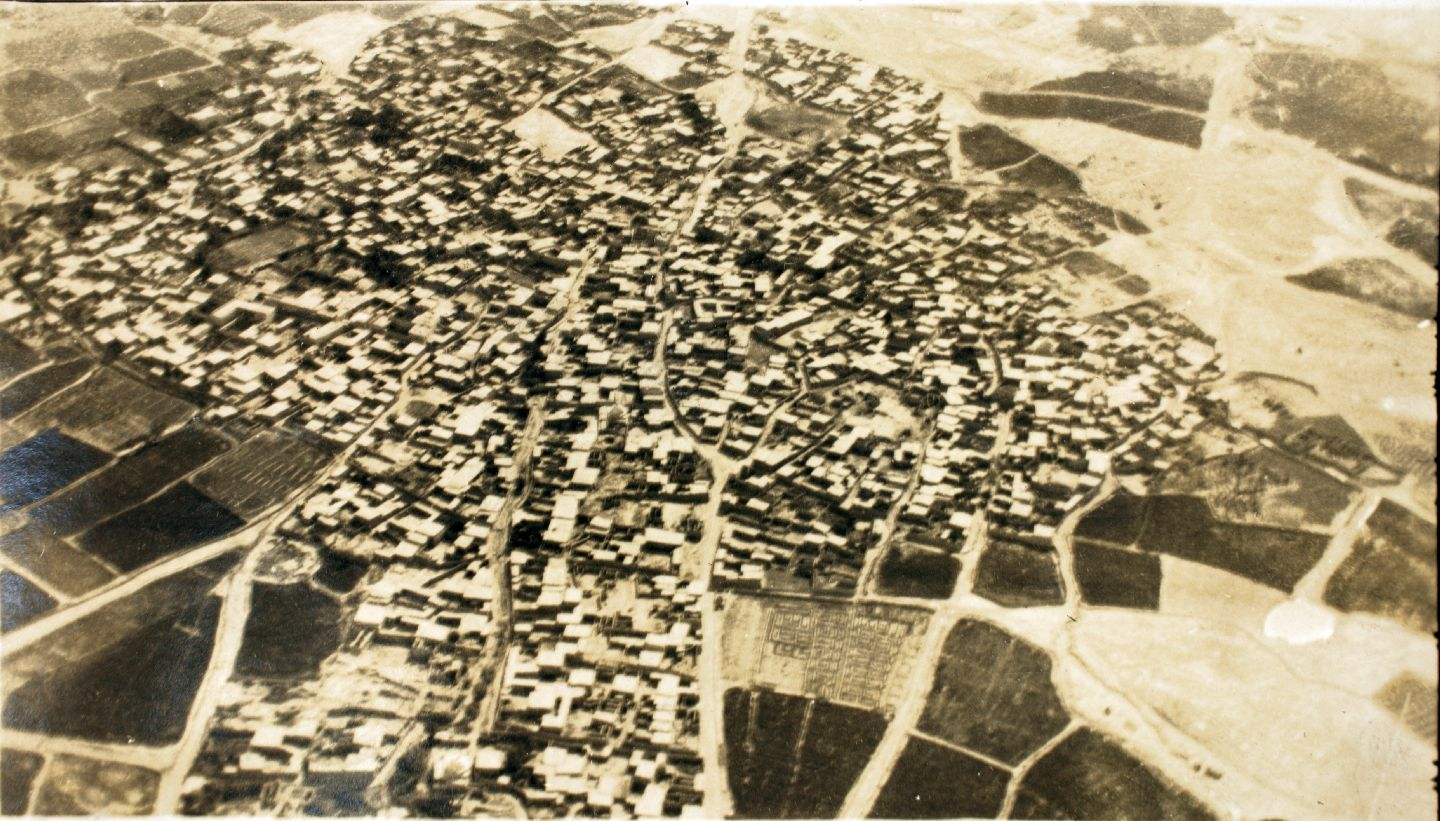
1963年的基爾庫克
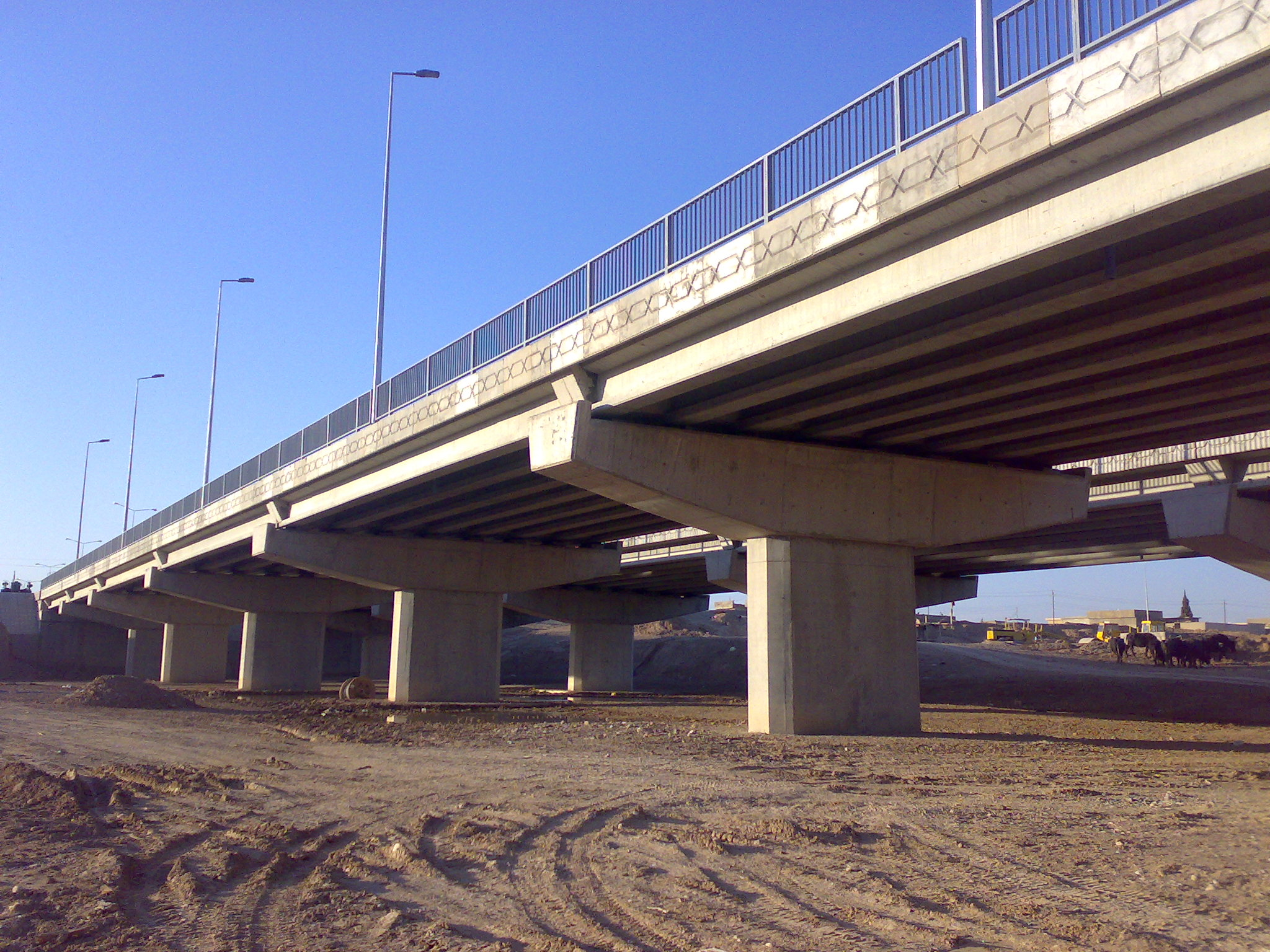
多姆茲橋
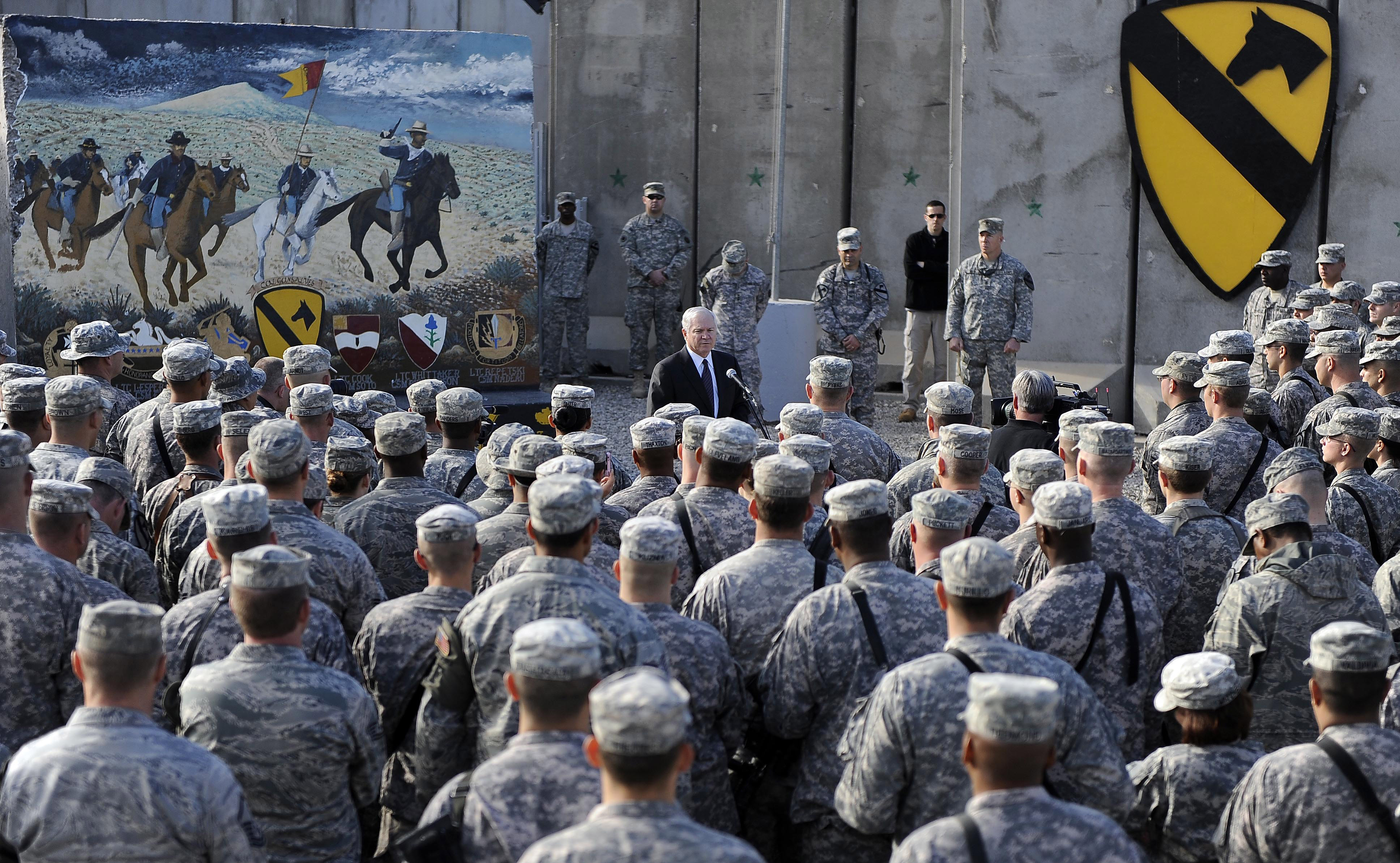
2009年的美军營區（第一骑兵师）
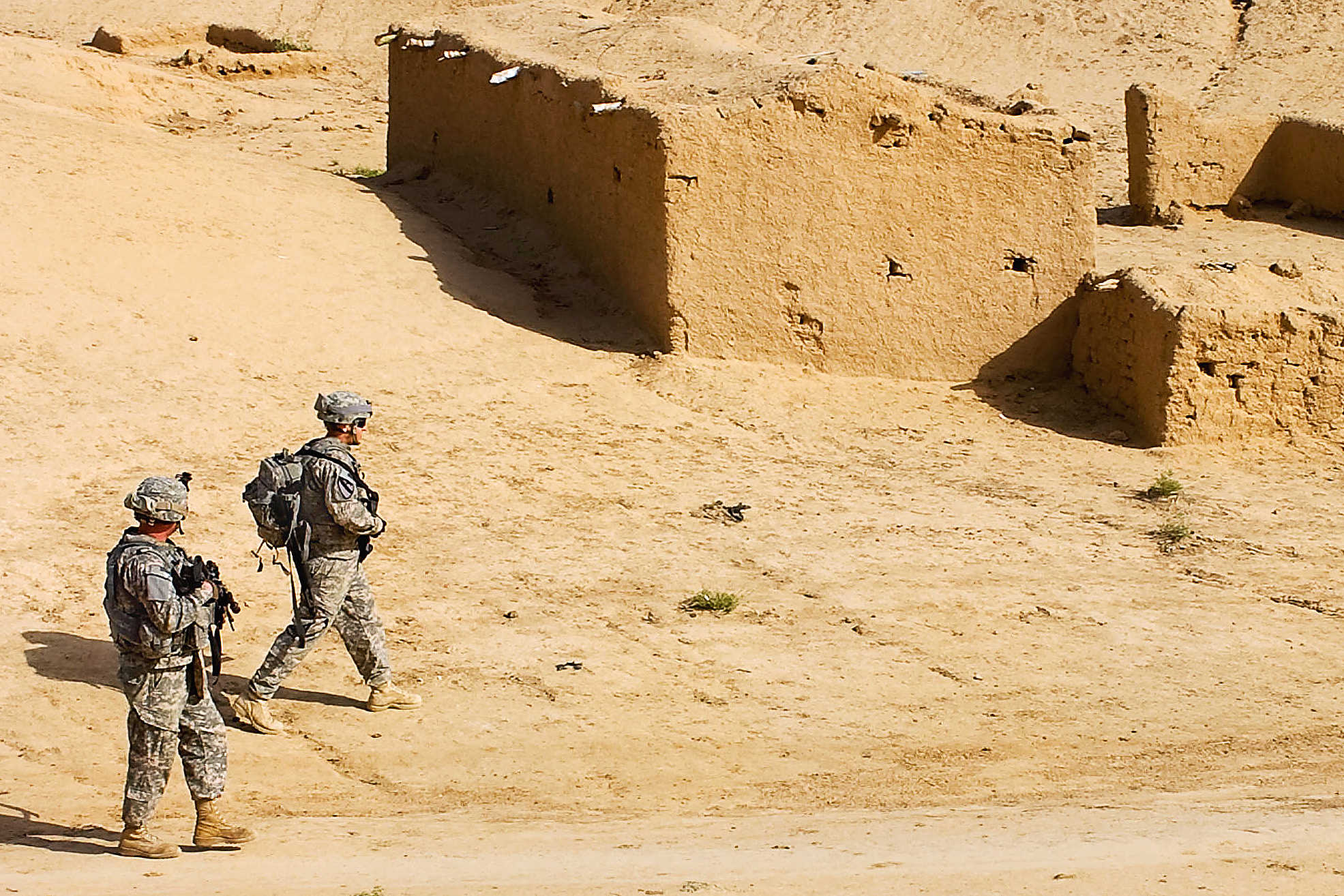
鄉村地區